# Muška družba
Muška družba (eng. The League of Gentlemen) je britanska humoristična serija, emitirana na BBC od 1999. do 2002. godine; u Hrvatskoj ju je emitirala Nova TV.  Naziv serije je ujedno i naziv komičarskog kvarteta koji ju je napravio.
Većinu uloga igraju Mark Gatiss, Steve Pemberton i Reece Shearsmith, koji su, uz Jeremyja Dysona glavni autori serije; igraju čak i ženske likove, u stilu Montyja Pythona.
Mjesto radnje je Royston Vasey, selo negdje na sjeveru Engleske, naizgled mirno mjesto naseljeno grotesknim luđacima i ksenofobima kao što su paranoični par koji vodi lokalnu trgovinu, njihov monstruozni sin, transvestitski taksist, lokalni mesar upleten u sumnjive poslove i dr.  U Royston Vasey nailazi mladi Benjamin te biva prisiljen ostati duže nego je planirao kod ujaka i ujne, poremećenog para koji ga počinje držati kao zatočenika.  
Serija ima tri sezone od 18 polusatnih epizoda i jednu posebnu, božićnu epizodu u trajanju od 60 minuta.  Glavna tema prve sezone je pokušaj izgradnje nove ceste koja bi dovela mnoge strance među paranoično i ksenofobno lokalno stanovništvo.  U drugoj sezoni stanovništvo pogađa smrtonosna epidemija krvarenja iz nosa koja je na neki način povezana s lokalnim mesarom i njegovom specijalnom robom.  Božićna epizoda i treća sezona se bave pojedinim likovima.
Mračni humor i atmosfera serije inspirirani su filmovima strave iz '70-ih godina.  2005. po seriji je snimljen je film, The League of Gentlemen's Apocalypse, koji je dobio nešto lošije kritike od originalne serije.

## Popis epizoda

### Sezona 1
1. Welcome To Royston Vasey
2. The Road To Royston Vasey
3. Nightmare In Royston Vasey
4. The Beast Of Royston Vasey
5. Love Comes To Royston Vasey
6. Escape From Royston Vasey

### Sezona 2
1. Destination : Royston Vasey
2. Lust For Royston Vasey
3. A Plague On Royston Vasey
4. Death In Royston Vasey
5. Anarchy In Royston Vasey
6. Royston Vasey And The Monster From Hell

### Specijalna epizoda
- Christmas In Royston Vasey

### Sezona 3
1. The lesbian and the Monkey
2. The one armed Man is King
3. Turn again Geoff Tipps
4. The Medusa Touch
5. Beauty and the Beast
6. How the Elephant Got Its Trunk

## Vanjske poveznice
- The League of Gentlemen u internetskoj bazi filmova IMDb-a
- The League of Gentlemen's Apocalypse u internetskoj bazi filmova IMDb-a
- This Is A Local Shop – službene stranice
- BBC - Comedy Guide - The League Of Gentlemen
- The League of gentlemen Web site  Arhivirana inačica izvorne stranice od 3. rujna 2006. (Wayback Machine) – dodatne informacije
- LofG.com  Arhivirana inačica izvorne stranice od 16. ožujka 2021. (Wayback Machine) – neslužbene stranice